# Attingal
Attingal (o Attungal) è una suddivisione dell'India, classificata come municipality, di 35.648 abitanti, situata nel distretto di Thiruvananthapuram, nello stato federato del Kerala. In base al numero di abitanti la città rientra nella classe III (da 20.000 a 49.999 persone).

## Geografia fisica
La città è situata a 8° 40' 60 N e 76° 49' 60 E e ha un'altitudine di 22 m s.l.m..

## Società

### Evoluzione demografica
Al censimento del 2001 la popolazione di Attingal assommava a 35.648 persone, delle quali 16.684 maschi e 18.964 femmine. I bambini di età inferiore o uguale ai sei anni assommavano a 3.839, dei quali 1.964 maschi e 1.875 femmine. Infine, coloro che erano in grado di saper almeno leggere e scrivere erano 30.106, dei quali 14.311 maschi e 15.795 femmine.